# کوبیرنیکی (استان اشوی‌داشکسیه)
کوبیرنیکی (به لهستانی: Kobierniki) یک منطقهٔ مسکونی در لهستان است که در گمینا سامبوژتس واقع شده‌است.